# 濱田聰
濱田聰（日语：／ Hamada Satoshi，1977年5月11日—）是日本政治人物和放射科医生。他自2019年起成為日本參議院议员。他曾竞选埼玉縣知事和東大阪市市长，但都没有成功。户籍本姓濵田，使用简化形式浜田活动。